# Dietilamina
Dietilamina é uma amina secundária de estrutura molecular CH3CH2NHCH2CH3.  É um líquido inflamável e altamente alcalino, miscível com água e etanol. É um líquido incolor que, muitas vezes, fica marrom por causa de impurezas. É volátil e tem um odor desagradável.
Dietilamina, etilamina e trietilamina são manufaturadas a partir do etanol e da amônia. Ela é usada como um inibidor de corrosão e na produção de borracha, resinas, corantes e farmacêuticos.
Dietilamina é um composto corrosivo  e o contato com a pele pode causar irritação e queimaduras.